# شلمنقة (مقاطعة)
مقاطعة شلمنقة (بالإسبانية: Salamanca، سلمانكـا) هي مقاطعة إسبانية تقع في غرب الدولة، تقع ضمن حدود منطقة قشتالة وليون.
عاصمتها هي مدينة شلمنقة، تنقسم المقاطعة إلى 362 بلدية.

## الجغرافيا
تقع مقاطعة شلمنقة في غرب إسبانيا تحدها من الشمال مقاطعة سمورة، ومن الشمال الشرقي مقاطعة بلد الوليد، ومن الجنوب مقاطعة قصرش، ومن الشرق مقاطعة آبلة، ومن الغرب البرتغال.
تبلغ مساحة مقاطعة شلمنقة 12.349 كم².

## الديموغرافيا
يبلغ عدد سكان مقاطعة شلمنقة 352.986 نسمة عام 2011 (وفقاً للمعهد الوطني للإحصاء الإسباني).
فيما يلي قائمة أكبر البلديات من حيث عدد السكان (بتاريخ 1 يناير 2011):
1. شلمنقة 153.472 نسمة
2. سانتا مارتا دي تورميس 14.853 نسمة
3. بيخار 14.511 نسمة
4. ثيوداد روديغو 13.708 نسمة
5. بينياراندا دي براكامونتي 6.766 نسمة
6. فياميور 6.589 نسمة
7. كارباخوسا دي لا ساغرادا 6.213 نسمة
8. غيخويلو 6.050 نسمة
9. فياريس دي لا رينا 5.914 نسمة
10. ألبا دي تورميس 5.401 نسمة